# 365 î.Hr.

## Nașteri
- dată necunoscută: Phryne  (d. 310 î.Hr.)

## Decese
Antistene